# Victoriano Poyatos y Atance
Victoriano Poyatos y Atance (Guadalajara, 1866-Valencia, 1947) fue un catedrático y escritor español. 

## Biografía
Nació en Guadalajara el 9 de febrero de 1866. Catedrático y escritor, cursó las carreras de Magisterio y de Filosofía y Letras, doctorándose en Madrid en 1891. Ganó por oposición la cátedra de preceptiva literaria del Instituto de Ávila, desde la que pasó, por concurso, al de Cuenca, y después al de Bilbao, en donde la desempeñaba a comienzos de la década de 1920, y más adelante a Valencia. Falleció en dicha ciudad hacia finales de 1947. Fue autor de varios tratados de literatura preceptiva, y colaboró en varias publicaciones madrileñas de carácter literario.

## Obras
- Resumen de historia literaria (2ª ed, 1909).[3]